# Maurice Constantin-Weyer
Pour les articles homonymes, voir Constantin et Weyer (homonymie).
Maurice Constantin-Weyer (24 avril 1881, Bourbonne-les-Bains - 22 octobre 1964, Vichy) est un écrivain français. Né Maurice  Constantin, il ajoutera le nom de sa deuxième femme et signera toutes ses œuvres Maurice Constantin-Weyer.
Romancier, biographe et essayiste, il a vécu dix ans dans l'Ouest du Canada entre 1904 et 1914 et cette période aventureuse de sa vie a nourri une grande partie de son œuvre ultérieure écrite en France entre 1920 et 1950. Maurice Constantin-Weyer est un écrivain à succès connu surtout pour ses romans d'aventures dont le plus emblématique est Un homme se penche sur son passé, couronné par le Prix Goncourt en 1928, et dont l'action se situe dans les grands espaces  de la prairie du Manitoba et du Nord canadien au début du XXe siècle.   

## Biographie
Au gré des différents postes occupés par le père journaliste, la famille Constantin quitte Bourbonne-les-Bains et s'installe dans une autre ville de Haute-Marne à Langres en 1886, puis déménage à Avignon en 1895 (où le père meurt en 1897)  avant de gagner Paris en 1898 puis le Vaucluse en 1903 où se retrouveront en 1919 tous les membres de la famille après une expérience infructueuse d'installation au Canada.
Maurice est un moment pensionnaire au collège Stanislas à Paris avant de fréquenter le collège Saint-Joseph à Avignon  jusqu'à son baccalauréat obtenu en 1897. Intéressé par les sciences, il rencontre à 16 ans l'entomologiste Jean-Henri Fabre installé dans le Vaucluse à Sérignan-du-Comtat et s'inscrit en sciences/médecine à la Sorbonne à Paris en 1898. Il abandonne cependant ses études pour effectuer son service militaire en 1902 à Toul, dans un régiment d'infanterie où il est nommé caporal.
En 1904, tenté par l'aventure, il part pour le Manitoba dans l'ouest du Canada avec son ami le peintre René Devillario, et acquiert des terres isolées sur le territoire de la petite ville rurale de Saint-Claude, principalement peuplée de colons français. En 1905, sa mère et sa sœur le rejoignent, cette dernière épouse l'ami Raoul Devillario, et en 1907 Maurice Constantin prend la nationalité canadienne. L'agriculture n'est pas sa vocation et il fait faillite après deux ans seulement, mais il reste dans la région où il épouse en 1910 une jeune métisse, Dinah Proulx ; ils auront trois enfants avant de divorcer quelques années plus tard. Deux enfants survivront et seront ramenés en France par leur grand-mère et leur tante en 1919.
Maurice Constantin survit assez misérablement en faisant de multiples métiers comme journalier, trappeur, bûcheron, contrebandier de chevaux ou marchand de fourrures. Cette vie d'aventure dans la nature canadienne, qu'il s'agisse de la Prairie ou du Grand nord, nourrira son inspiration future tout comme les individus et les groupes ethniques (colons français et anglais, Indiens, métis) qu'il côtoiera dans son épopée canadienne et qu'on retrouve dans treize de ses romans comme Vers l'ouest (1921), La bourrasque (1925) ou Un homme se penche sur son passé (1928).
Il rentre en France en août 1914 pour participer à la mobilisation générale, la guerre venant de commencer. Il est affecté au 58e régiment d'infanterie où il est nommé sergent en octobre 1914. Il reçoit la Médaille militaire avec la citation suivante : "Le 16 novembre 1914 a demandé la faveur de participer à une attaque avec une section d'autre compagnie qui traversait nos lignes. Le chef de la section d'attaque ayant été blessé, il prit le commandement de la section et ne se replia qu'en ramenant tous ses blessés d'abris en abris, que quand l'effectif de la section eut été réduit à 6 hommes par le feu très violent de l'ennemi",. Il est promu sous-lieutenant en mars 1915 puis lieutenant en avril 1916 et combat entre autres sur le front de Champagne et à Verdun : il est plusieurs fois cité et décoré pour sa bravoure et rejoint en janvier 1917 le front d'Orient à Salonique. Il est blessé très grièvement à la tête et à la jambe le 10 mai 1917 ; il est cité à l'ordre de l'Armée le 22 mai 1917 : "Officier brave et énergique blessé en chargeant à la tête de sa compagnie des forces ennemies supérieures en nombre". Rapatrié en France, il est hospitalisé pendant dix mois à Paris où il fait la connaissance d'une infirmière vichyssoise, Germaine Weyer, cousine de Valery Larbaud. Il l'épouse à Vichy en 1920 et ils auront deux enfants. Il porte désormais le nom de sa femme accolé au sien et c'est sous le nom de Maurice Constantin-Weyer qu'il publie la totalité de son œuvre. 
Après la guerre, il s'oriente vers le journalisme et devient directeur du journal Paris-Centre à Nevers, puis rédacteur en chef du Journal du Centre et de l'Ouest à Poitiers. À partir de 1931, après le grand succès de son roman Un homme se penche sur son passé, prix Goncourt 1928, il se consacre au métier d'écrivain, vivant à Orléans avant de s'établir définitivement à Vichy en 1939. Membre cofondateur en 1947 de l'Académie du Vernet, il en sera le premier président (1948-1949). Il meurt à Vichy le 22 octobre 1964 et est enterré dans le cimetière de Creuzier-le-Vieux, une commune voisine, auprès de son épouse.
Maurice Constantin-Weyer était aussi un peintre amateur de talent, créateur d'aquarelles et de croquis (ses aquarelles lui servaient à mémoriser « l'ambiance et le cadre » de ses récits).

## Analyse de l'œuvre
La production littéraire de Maurice Constantin-Weyer est abondante (plus de 50 titres) et variée. On y rencontre des biographies (Cavelier de La Salle, 1927 - Shakespeare, 1929 - Champlain, 1931 - La vie du Général Youssouf,1930), des essais historiques et géographiques (Morvan, 1929 - Autour de l’épopée canadienne, 1940 - Vichy et son histoire, des origines à nos jours, 1947 - Naundorff ou Louis XVII?, 1950) ou encore des souvenirs de guerre (P.C. de Compagnie, 1930, "La Salamandre", 1930) et des textes autobiographiques (Source de joie, 1932). 
Il traduit aussi plusieurs œuvres de langue anglaise, dont : Le stratagème des roués, de Farquhar, Le livre des snobs de Thackeray, Falstaff, sa vie, sa mort scènes de Shakespeare, Valeurs permanentes du Judaïsme d'Israel Abrahams (en).
Mais ce sont essentiellement ses romans qui ont fait sa célébrité avec des aventures en Amérique  du sud  (Le bar de San Miguel, 1946 - Pronunciamiento, 1948) et surtout, avant la deuxième guerre mondiale, les 13 romans de « l'épopée canadienne » publiés en France comme Un homme se penche sur son passé, (Prix Goncourt 1928 ) - Un sourire dans la tempête, 1934 ou Telle qu’elle était en son vivant (La loi du nord), 1936. Les péripéties et l'évocation d'une nature à laquelle s'affrontent les hommes expliquent ce succès,  mais des critiques canadiens ont  contesté les détails historiques et l'exploitation du mythe des grands espaces vierges, jugeant que cet exotisme romanesque s'expliquait par la publication en France, alors que Maurice Constantin-Weyer avait quitté le Manitoba depuis déjà longtemps, en 1914. Certains ont aussi mis en cause son regard sur les métis qui semblent être traités plutôt négativement dans une vision darwinienne de la lutte pour la vie, particulièrement dans La bourrasque avec la figure historique de Louis Riel.
Son œuvre la plus célèbre reste Un homme se penche sur son passé, diffusée à plus de 100 000 exemplaires après le prix Goncourt en 1928 et constamment réédité depuis dans les collections de poche. Le roman grave et nostalgique mais assez dynamique est centré sur un aventurier installé dans les vastes espaces canadiens, contrebandier de chevaux en été et marchand de fourrures en hiver, qui affronte la nature hostile et vit une histoire d'amour trahi pleine de rebondissements et de drame.

## Adaptation de l'œuvre
Les romans de Maurice Constantin-Weyer ont été plusieurs fois adaptés au cinéma, surtout Un homme se penche sur son passé porté à l'écran en 1958 par Willy Rozier et adapté de nouveau en 1995 pour la télévision sous le titre Les Amants de Rivière Rouge par Yves Boisset avec Christophe Malavoy dans le rôle principal. Son autre roman « canadien », La Loi du nord, a été adapté sous le titre La Piste du nord en 1939 par Jacques Feyder avec  Michèle Morgan, Pierre Richard-Willm et Charles Vanel. Un troisième film a été réalisé en 1950 par René Chanas Un sourire dans la tempête.

## Œuvres
- Les Images, 1902
- Vers l’Ouest, 1921
- La Bourrasque, 1925
- Manitoba, 1927
- Cinq éclats de silex, 1927
- Cavelier de La Salle, 1927
- Un homme se penche sur son passé, 1928
- Clairière. Récits du Canada, illustrations de Pierre Falké, Éditions Mornay, Nord Canada, Paris, 213 p.,1929; réédition: couverture de Frans Masereel, coll. « Les livres de nature », no 8, Éditions Stock, Delamain et Boutelleau, 253 p., 1929; réédition: illustrations Michel Jacquot, coll. « Le Livre moderne illustré », no 188, Éditions Ferenczi & fils, Paris, 158 p., 1934
- Morvan, 1929
- Shakespeare, 1929
- P.C. de compagnie, 1930
- La Salamandre, 1930
- La Vie du général Yusuf, 1930
- Champlain, 1931
- Du sang sur la neige, 1931
- Napoléon, 1931
- Drapeau rouge, 1931
- L’Âme du vin, 1932
- Les Secrets d’une maîtresse de maison, 1932
- Source de joie, 1932
- Mon gai royaume de Provence, 1933
- Une corde sur l’abîme, 1933
- Vichy ville du charme, 1933
- Un sourire dans la tempête, 1934
- Le Voyage de Leif L’Heureux, 1934
- La Croisière du jour sans fin, 1935
- Le Flâneur sous la tente, couverture de Frans Masereel, coll. « Les livres de nature », no 36, Éditions Stock, Delamain et Boutelleau, 219 p., 1935
- La Demoiselle de la mort, 1936
- La Loi du nord ou Telle qu’elle était en son vivant, 1936
- Les compagnons de la houle, 1936
- Aime une ombre..., 1937
- La Marchande de mort, 1938
- La Nuit de Magdalena, 1938
- Les Tombes-d’amour, 1938
- Le Moulinet à tambour fixe, 1938
- Autour de l’épopée canadienne, 1940
- L’Équipe sans nom, 1940
- L’Officier de troupe, 1940
- La Chasse au brochet, 1941
- Le Cheval de prise, 1941
- Le Maître de la route, 1941
- La Vérendrye, 1941
- L’Aventure vécue de Dumas père, 1944
- L’Âme allemande, 1945
- Le grand Will. Drame historique en 3 actes, 1945
- Le Bar de San Miguel, 1946
- La Chanson d’Ingrid, 1946
- La Fille du soleil, 1946
- Sous le signe du vampire, 1947
- Vichy et son histoire, des origines à nos jours, 1947
- Pronunciamiento, 1948
- Dans les pas du naturaliste, 1950
- Naundorff ou Louis XVII?, 1950
- La Vie privée des poissons, 1954
- Les Tragiques Amours de Bianca, 1958
- Avec plus ou moins de rire, nouvelles, posthume 1986
- Préface de En pêchant à la truite de Tony Burnand, couverture de Frans Masereel, coll. « Les livres de nature », no 24, Éditions Stock, Delamain et Boutelleau, 174 p., 1933

Un certain nombre de ses œuvres ont été traduites en anglais : A Man Scans His Past, 1929 (Un homme se penche sur son passé, 1928) - The Half Breed / A Martyr's Folly, 1930 - fictionalized biography of Louis Riel (La Bourrasque, 1925) - Towards the West, 1931 (Vers l'ouest, 1921) - The French Adventurer ; The Life and Exploits of LaSalle, 1931 (Cavalier de La Salle, 1927) - Forest Wild, 1932 (Clairière, 1929). Ses romans La loi du Nord et Un homme se penche sur son passé ont encore été réédités en 2013 et 2014, cette fois dans la collection «Jardin de givre» des Presses de l'Université du Québec avec respectivement des introductions de André Fauchon et Nova Doyon et de Gérard Fabre.

## Hommages
Un collège porte son nom dans sa région d'adoption dans le département de l'Allier, le collège Maurice-Constantin-Weyer à Cusset où il vécut quelques années. Une petite place au centre de la ville voisine de Vichy est nommé square Maurice Constantin-Weyer.
Le Manitoba au Canada l'honore toujours comme un écrivain marquant de l'imaginaire canadien dans la littérature francophone, aux côtés de Louis Hémon ou de Louis-Frédéric Rouquette. Un lac de cette province porte son nom ,.

## Distinctions[17]
- Officier de la Légion d'honneur (décret du 12 décembre 1932 au titre d'homme de lettres - Nommé chevalier par décret du 28 mai 1918 pour prendre rang du 31 mars au titre militaire.)
- Médaille militaire (25 novembre 1914)[2]
- Croix de guerre 1914-1918 (avec 2 palmes de bronze)
- Croix du combattant
- Médaille interalliée de la Victoire
- Médaille commémorative de la bataille de Verdun
- Médaille commémorative de la guerre 1914-1918

## Iconographie
- Robert Mermet (1896-1988), Maurice Constantin-Weyer, buste non localisé[18].